# بوریران
بوریران (به انگلیسی: Borirane) با فرمول شیمیایی BC
۲H
۵ یک ترکیب شیمیایی است. که جرم مولی آن 39.872 g mol-۱ می‌باشد. 